# Station Le Coudray-Montceaux
Station Le Coudray-Montceaux is een spoorwegstation aan de spoorlijn Corbeil-Essonnes - Montereau. Het ligt in de Franse gemeente Le Coudray-Montceaux in het departement Essonne (Île-de-France).

## Geschiedenis
Het station is in 1897 geopend bij de opening van de spoorlijn Corbeil-Essonnes - Montereau.

## Ligging
Het station ligt op kilometerpunt 39,207 van de spoorlijn Corbeil-Essonnes - Montereau.

## Diensten
Het station wordt aangedaan door treinen van de RER D tussen Villiers-le-Bel - Gonesse/Juvisy en Melun via Évry - Courcouronnes. Tijdens de spits rijden de treinen niet verder van Juvisy, in de daluren rijden de treinen verder naar Villiers-le-Bel - Gonesse.

## Vorig en volgend station
| Richting                          | Vorig station     | Lijn  | Volgend station | Richting |
| --------------------------------- | ----------------- | ----- | --------------- | -------- |
| Juvisy (via Évry - Courcouronnes) | Le Plessis-Chenet | RER D | Saint-Fargeau   | Melun D2 |